# Сквер у МГСУ
Сквер у МГСУ (разг. Сквер у МИСИ) — парковое пространство в фасадной зоне кампуса Московского государственного строительного университета (НИУ МГСУ), расположенного в Ярославском районе на северо-востоке Москвы со свободным доступом для всех горожан.

## История
Решение о выделении у станции Лосиноостровская Ярославского направления Московской железной дороги и рядом с границей заповедного «Лосиного острова» площадки для развития комплекса Московского инженерно-строительного института (МИСИ) было принято в 1966 году. Строительство первой очереди было завершено в 1983 году.
В соответствии с постановлением Правительства Москвы от 19 января 1999 г. N 38 в числе объектов природного комплекса на территории СВАО города Москвы был выделен участок № 103 «Сквер у здания МГСУ [бывшего МИСИ] по Ярославскому шоссе»
В 2014 году этот участок в границах, утверждённых Постановлением Правительства Москвы от 22 октября 2014 г. N 618-ПП, был включён в состав природных и озелененных территорий СВАО города Москвы.

## Благоустройство
В мае 2019 года в рамках программы подготовки к 100-летнему юбилею университета начались работы по благоустройству сквера с учётом принятых в столице стандартов формирования городской среды.
Уже к началу нового учебного года в парковой зоне появились новые зелёные насаждения и газоны, велосипедные и пешеходные дорожки, энергосберегающие светодиодные фонари, рекреационные зоны с эргономичными скамейками, зона воркаута, амфитеатр для занятий скейтбордингом детская площадка и беспроводной доступ к сети интернет
. 
Вход в университетский сквер свободный и открыт для всех москвичей, в том числе для лиц с ограниченными возможностями передвижения. Для их удобства на его территории, помимо трёх существовавших ранее, обустроен новый «южный» вход.

## Достопримечательности
У фасада здания университета установлена бронзовая скульптура лося. Живые хозяева подмосковных лесов зимой иногда заходят на территорию кампуса из расположенного рядом национального парка «Лосиный остров». По традиции их бронзовому собрату абитуриенты и студенты не забывают потереть нос, чтобы заручиться поддержкой перед экзаменами.
Сквер украшает фонтан, «танцующие» струи которого в тёмное время суток подсвечиваются яркими красками.

## Транспорт
До сквера можно добраться от станции метро ВДНХ до остановки МГСУ или Улица Вешних Вод:

— автобусами: 136, 244, 903, т76;

— маршрутными такси: 172, 375, 544.
По скверу у МГСУ